# アルニ・パル・アルナソン
アウルニ・パウル・アウルナソン（アイスランド語: Árni Páll Árnason、1966年5月23日 - ）は、アイスランドの政治家。社会民主同盟党首。2009年に発足したヨハンナ・シグルザルドッティル率いる左派連立政権では、福祉大臣と産業・イノベーション大臣を歴任。